# 松館しぼり大根

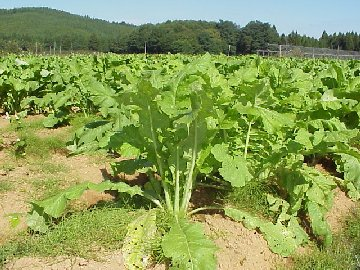

松館しぼり大根（まつだてしぼりだいこん）とは、秋田県鹿角市八幡平字松館地域で栽培される根菜である。アブラナ科アブラナ属ツケナの在来種で、松館地域に伝わる伝統野菜である。2018年4月9日、農林水産省「地理的表示（GI）保護制度」に登録された。

## 特徴
長さは15cmから20cm程度で、普通の大根より短い短円筒形である。宮城県加美町の地方品種の小瀬菜と形態特性が似ている。
根重は400 - 500グラム、葉は板状で草丈50cm - 1メートル程度まで成長する。8月上旬に播種し、初霜が降りた後に収穫する。肉質が固く、水分が少ないため、貯蔵性に優れる。
秋田県農業試験場の報告によると、辛味成分の比較では青首大根より平均で3.7倍の辛さを持つ。この辛味は松館集落の立地と多腐食質の土壌に寄るところが大きく、他地域ではこの辛味や風味はよく出ないといわれる。一方で、ショ糖の含有量が他の辛み大根に比べて高いことから、辛みと甘みを感じる独特な風味を持つ。

## 食べ方
皮を剥かずにおろした後、布でしぼった汁を薬味として食べる。しぼり汁は、おろしてから5～7分くらいで最も辛くなる。